# 非快速動眼睡眠
非快速動眼睡眠（英語：non-rapid eye movements）是指沒有快速動眼運動的睡眠。在這段睡眠期間，大腦的活動下降到最低，使得人體能夠得到完全的舒緩。不同於快速動眼睡眠，在這段期間眼球幾乎沒有運動。作夢在此時也很少出現，而肌肉在非快速動眼睡眠時並不會麻痺。
另外，人體在非快速動眼睡眠將處於副交感支配的狀態。

## 非快速動眼睡眠的分期
非快速動眼睡眠可分為四個時期：
- 第一期 - 發生在睡眠的開始，此時眼球有著緩慢的運動。 在此階段的人們仍然認為自己是清醒的，但會有昏昏欲睡的感覺。
- 第二期 - 此階段的人們已經進入無意識階段，不過很容易便清醒過來。眼球不再運動，而作夢在此時也極少出現。此期腦電圖的紀錄裡頭，腦波偶爾會產生較快的腦波：為“睡眠紡錘波”以及“K複合波”。
- 第三期 - 第二期與第四期之間的過渡期。delta波(δ波)開始出現。
- 第四期 - 慢波睡眠指的是深度睡眠。作夢在此期發生的情形明顯多於其他非快速動眼睡眠期，不過比起快速動眼期仍少了許多。在腦電圖上，在此期所做的夢腦波比起快速動眼睡眠期來的不連貫，也不甚明顯。類睡症也往往在此期發生。

## 多型態睡眠評估
以下是各期在腦電圖上顯示的資料。
圖表所呈現的是於30秒之間的變化。資料依序代表了雙眼、下巴、腦波、腳、麥克風、外側神經肌電圖、胸锁乳突肌的活動（sterno cloidal mastoid activity），口鼻呼吸、胸廓活動（thoracic effort）、腹部活動（abdominal effort）、心電圖、血氧以及身體姿勢。
腦電圖（EEG）以紅框凸顯。第二期的睡眠紡錘波加以紅色底線。
第一期

第二期

第四期

## 延伸阅读
- Rechtschaffen, A; Kales, A. . US Dept of Health, Education, and Welfare; National Institutes of Health. 1968.
- M. Massimini, G. Tononi, et al., "Breakdown of Cortical Effective Connectivity During Sleep," Science, vol. 309, 2005, pp. 2228–32.
- P. Cicogna, V. Natale, M. Occhionero, and M. Bosinelli, "Slow Wave and REM Sleep Mentation," Sleep Research Online, vol. 3, no. 2, 2000, pp. 67–72.
- D. Foulkes et al., "Ego Functions and Dreaming During Sleep Onset," in Charles Tart, ed., Altered States of Consciousness, p. 75.
- Rock, Andrea. . 2004. ISBN 978-0-7382-0755-1.
- Warren, Jeff. . . 2007. ISBN 978-0-679-31408-0.
- Iber, C; Ancoli-Israel, S; Chesson, A; Quan, SF. for the American Academy of Sleep Medicine. The AASM Manual for the Scoring of Sleep and Associated Events: Rules, Terminology and Technical Specifications. Westchester: American Academy of Sleep Medicine; 2007.
- Manni, Raffaele. "Rapid Eye Movement Sleep, Non-rapid Eye Movement Sleep, Dreams, and Hallucinations". 2005;7:196-197.